# EMule ScarAngel Mod
eMule ScarAngel Mod，简称ScarAngel Mod、ScarAngel或SA，是基于官方eMule和eMule Xtreme Mod开发的一款自由开源的P2P文件共享软件。它是一个eMule Mod，遵循GNU GPL。

## 历史
德国程序员Stulle于2005年4月2日在SourceForge上发布了ScarAngel 1.0版。

## 功能
eMule ScarAngel Mod是基于eMule Xtreme Mod的二次Mod，因而继承了官方eMule和Xtreme的几乎所有特性，并且添加了一些实用的功能：文件推送，QuickStart（快速启动），允许选择多种积分系统，自动丢弃无效来源（NNS、FQS、HQS），改进的迷你骡，增强的分类管理，强力共享，发布奖励，SUQWT（保存上传排队等候时间），配置文件备份，自定义界面颜色等。